# Viscomtat
Viscomtat est une commune française située dans le département du Puy-de-Dôme en région Auvergne-Rhône-Alpes.

## Géographie

### Lieux-dits et écarts
Cornillon, la Courtade, Glay, le Champet, le Moulin de la Courtade, la Fortie, la Malaptie, la Montférie, Lajardie, le Grand Bois, Pouzet et Ricornet.
| Celles-sur-Durolle | Chabreloche      | Cervières Loire  |
| Sainte-Agathe      | Viscomtat        | Noirétable Loire |
|                    | Vollore-Montagne |                  |

### Climat
Pour des articles plus généraux, voir Climat d'Auvergne-Rhône-Alpes et Climat du Puy-de-Dôme.
En 2010, le climat de la commune est de type climat de montagne, selon une étude du Centre national de la recherche scientifique s'appuyant sur une série de données couvrant la période 1971-2000. En 2020, Météo-France publie une typologie des climats de la France métropolitaine dans laquelle la commune est exposée à un climat de montagne ou de marges de montagne et est dans la région climatique  Nord-est du Massif Central, caractérisée par une pluviométrie annuelle de 800 à 1 200 mm, bien répartie dans l’année. 
Pour la période 1971-2000, la température annuelle moyenne est de 9,4 °C, avec une amplitude thermique annuelle de 15,9 °C. Le cumul annuel moyen de précipitations est de 1 083 mm, avec 11,8 jours de précipitations en janvier et 8,2 jours en juillet. Pour la période 1991-2020, la température moyenne annuelle observée sur la station météorologique de Météo-France la plus proche, « Col de la Loge_sapc », sur la commune de La Chamba à 10 km à vol d'oiseau, est de 7,2 °C et le cumul annuel moyen de précipitations est de 1 273,4 mm,. Pour l'avenir, les paramètres climatiques de la commune estimés pour 2050 selon différents scénarios d'émission de gaz à effet de serre sont consultables sur un site dédié publié par Météo-France en novembre 2022.

## Urbanisme

### Typologie
Au 1er janvier 2024, Viscomtat est catégorisée commune rurale à habitat très dispersé, selon la nouvelle grille communale de densité à sept niveaux définie par l'Insee en 2022.
Elle est située hors unité urbaine et hors attraction des villes,.

### Occupation des sols
L'occupation des sols de la commune, telle qu'elle ressort de la base de données européenne d’occupation biophysique des sols Corine Land Cover (CLC), est marquée par l'importance des forêts et milieux semi-naturels (63,9 % en 2018), une proportion sensiblement équivalente à celle de 1990 (64,3 %). La répartition détaillée en 2018 est la suivante : 
forêts (62,9 %), prairies (29,6 %), zones agricoles hétérogènes (5,2 %), zones urbanisées (1,3 %), milieux à végétation arbustive et/ou herbacée (1 %). L'évolution de l’occupation des sols de la commune et de ses infrastructures peut être observée sur les différentes représentations cartographiques du territoire : la carte de Cassini (XVIIIe siècle), la carte d'état-major (1820-1866) et les cartes ou photos aériennes de l'IGN pour la période actuelle (1950 à aujourd'hui).

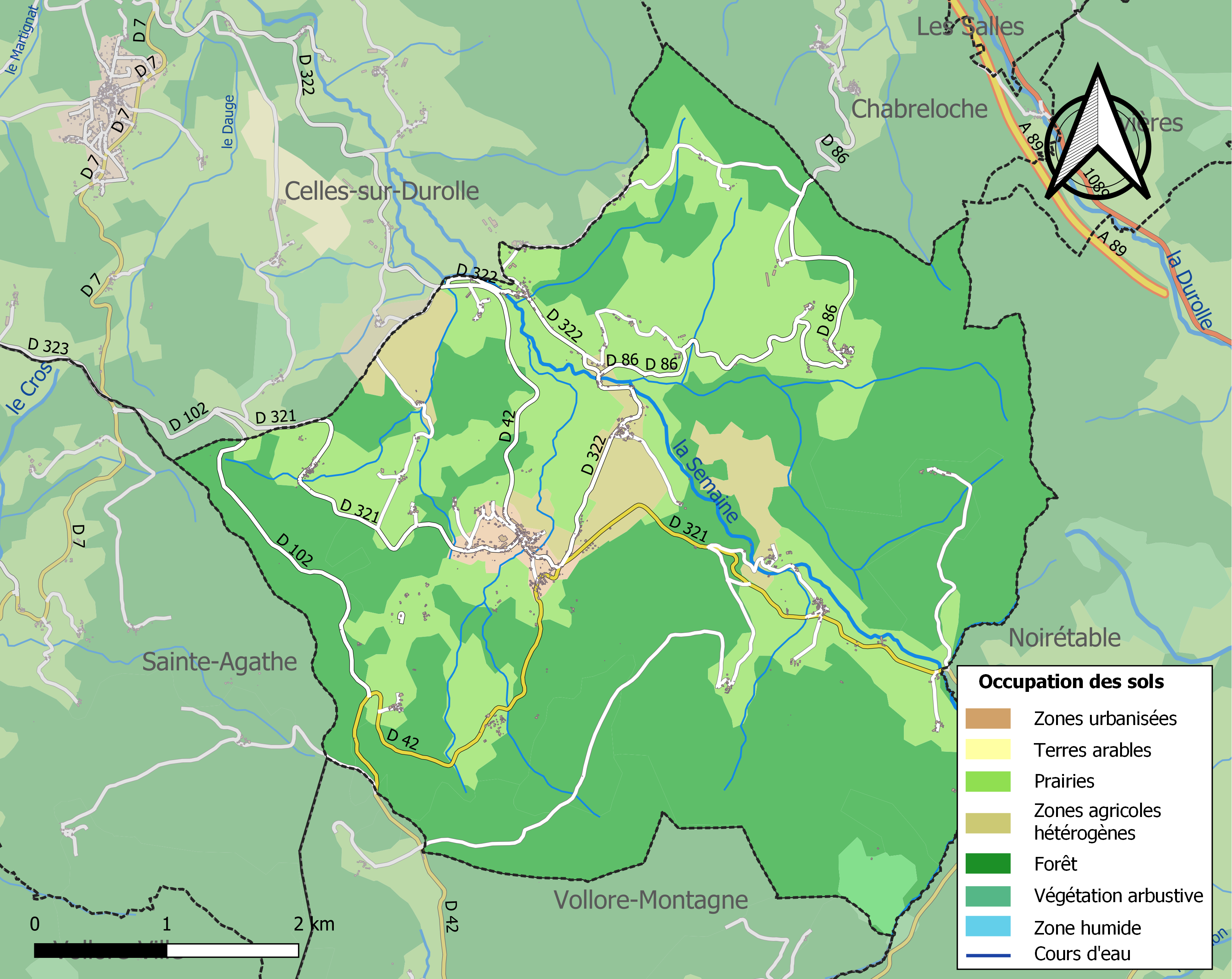
Carte des infrastructures et de l'occupation des sols de la commune en 2018 (CLC).

## Histoire
La commune a été créée par distraction de Celles-sur-Durolle en 1833.
Elle correspondait à la paroisse Saint-Julien de Celles-sur-Durolle sous l'Ancien Régime.
C'est sur le territoire de la commune, dans les bois de la Faye, à 1000 mètres d'altitude et à la limite de la commune voisine de Noirétable (Loire) que s'est produit le 27 octobre 1972 ce qui sera appelé le « crash de Noirétable », l'écrasement d'un Vickers Viscount d'Air Inter en provenance de Lyon-Bron et en approche sur l'aéroport de Clermont-Ferrand.

## Politique et administration

### Découpage territorial
La commune de Viscomtat est membre de la communauté de communes Thiers Dore et Montagne, un établissement public de coopération intercommunale (EPCI) à fiscalité propre créé le 1er janvier 2017 dont le siège est à Thiers. Ce dernier est par ailleurs membre d'autres groupements intercommunaux. Jusqu'en 2016, elle faisait partie de la communauté de communes de la Montagne Thiernoise.
Sur le plan administratif, elle est rattachée à l'arrondissement de Thiers, à la circonscription administrative de l'État du Puy-de-Dôme et à la région Auvergne-Rhône-Alpes. Jusqu'en mars 2015, elle faisait partie du canton de Saint-Rémy-sur-Durolle.
Sur le plan électoral, elle dépend du canton de Thiers pour l'élection des conseillers départementaux, depuis le redécoupage cantonal de 2014 entré en vigueur en 2015, et de la cinquième circonscription du Puy-de-Dôme pour les élections législatives, depuis le dernier découpage électoral de 2010.

### Élections municipales et communautaires

#### Élections de 2020
Le conseil municipal de Vollore-Montagne, commune de moins de 1 000 habitants, est élu au scrutin majoritaire plurinominal à deux tours avec candidatures isolées ou groupées et possibilité de panachage. Compte tenu de la population communale, le nombre de sièges à pourvoir lors des élections municipales de 2020 est de 15. Sur les seize candidats en lice, quinze ont été élus dès le premier tour, le 15 mars 2020, avec un taux de participation de 65,63 %.

#### Chronologie des maires
| Période                                  | Période                         | Identité               | Étiquette | Qualité     |
| ---------------------------------------- | ------------------------------- | ---------------------- | --------- | ----------- |
| Les données manquantes sont à compléter. |                                 |                        |           |             |
| 1834                                     | 1847                            | Michel Valle           |           |             |
| 1848                                     | 1852                            | Jacques Charbonnier    |           |             |
| 1852                                     | 1855                            | Michel Chevalerias     |           |             |
| 1855                                     | 1860                            | Léon Bourgade          |           |             |
| 1860                                     | 1864                            | Michel Chevalerias     |           |             |
| 1864                                     | 1869                            | Jean-Baptiste Decouson |           |             |
| 1870                                     | 1871                            | Etienne Chevalerias    |           |             |
| 1871                                     | 1875                            | Jean-Marie Chassangues |           |             |
| 1875                                     | 1878                            | Ricornet-Dumas         |           |             |
| 1878                                     | 1883                            | Jacques Dubost         |           |             |
| 1884                                     | 1887                            | Jean-Marie Chassangues |           |             |
| 1887                                     | 1888                            | Ricornet-Dumas         |           |             |
| 1888                                     | 1892                            | Jean-Marie Moignoux    |           |             |
| 1892                                     | 1901                            | Dubesset-Gonon         |           |             |
| 1902                                     | 1919                            | Michel Dumas           |           |             |
| 1919                                     | 1925                            | Louis Dubost           |           |             |
| 1925                                     | 1945                            | Claude Beaujeu         |           |             |
| 1945                                     | 1958                            | Albert Mailler         |           |             |
| 1959                                     | 1964                            | André Chambriard       |           |             |
| 1965                                     | 1976                            | Pierre Vachias         |           |             |
| 1976                                     | 1986                            | Jean Valle             |           |             |
| 1986                                     | 2014                            | Paul Rodier            |           |             |
| 2014 (réélu en 2020)                     | En cours (au 20 septembre 2020) | Didier Cornet          | DVG       | Électricien |

## Équipements et services publics
- Au domaine de la Planche[21] elle accueille un centre permanent des Éclaireuses Éclaireurs de France.
- Un café multi-services, un restaurant, une épicerie participent à l'animation du village.
- La Cité de l'abeille[22] organise chaque année depuis 2010 un festival des insectes.

### Enseignement
Viscomtat dépend de l'académie de Clermont-Ferrand. Une école publique est installée sur le territoire communal. 

## Population et société

### Démographie
L'évolution du nombre d'habitants est connue à travers les recensements de la population effectués dans la commune depuis 1836. Pour les communes de moins de 10 000 habitants, une enquête de recensement portant sur toute la population est réalisée tous les cinq ans, les populations de référence des années intermédiaires étant quant à elles estimées par interpolation ou extrapolation. Pour la commune, le premier recensement exhaustif entrant dans le cadre du nouveau dispositif a été réalisé en 2008.

En 2022, la commune comptait 503 habitants, en évolution de −6,33 % par rapport à 2016 (Puy-de-Dôme : +2,1 %, France hors Mayotte : +2,11 %).
| 1836  | 1841  | 1846  | 1851  | 1856  | 1861  | 1866  | 1872  | 1876  |
| ----- | ----- | ----- | ----- | ----- | ----- | ----- | ----- | ----- |
| 1 753 | 1 697 | 1 700 | 1 621 | 1 521 | 1 516 | 1 555 | 1 517 | 1 505 |

| 1881  | 1886  | 1891  | 1896  | 1901  | 1906  | 1911  | 1921  | 1926  |
| ----- | ----- | ----- | ----- | ----- | ----- | ----- | ----- | ----- |
| 1 386 | 1 390 | 1 361 | 1 345 | 1 320 | 1 307 | 1 301 | 1 094 | 1 037 |

| 1931 | 1936 | 1946 | 1954 | 1962 | 1968  | 1975 | 1982 | 1990 |
| ---- | ---- | ---- | ---- | ---- | ----- | ---- | ---- | ---- |
| 983  | 898  | 847  | 862  | 988  | 1 022 | 902  | 823  | 760  |

| 1999 | 2006 | 2008 | 2013 | 2018 | 2022 | - | - | - |
| ---- | ---- | ---- | ---- | ---- | ---- | - | - | - |
| 680  | 640  | 628  | 555  | 522  | 503  | - | - | - |

### Manifestations culturelles et festivités
- Chaque année depuis 2000, Viscomtat accueille les 24 heures du tir à l'arc le troisième week-end de juillet.
- Depuis 2011 au mois d’août le festival des insectes, manifestation culturelle sur la nature, la musique, les arts, l’artisanat autour de la Cité de l’abeille.

## Culture locale et patrimoine

### Lieux et monuments

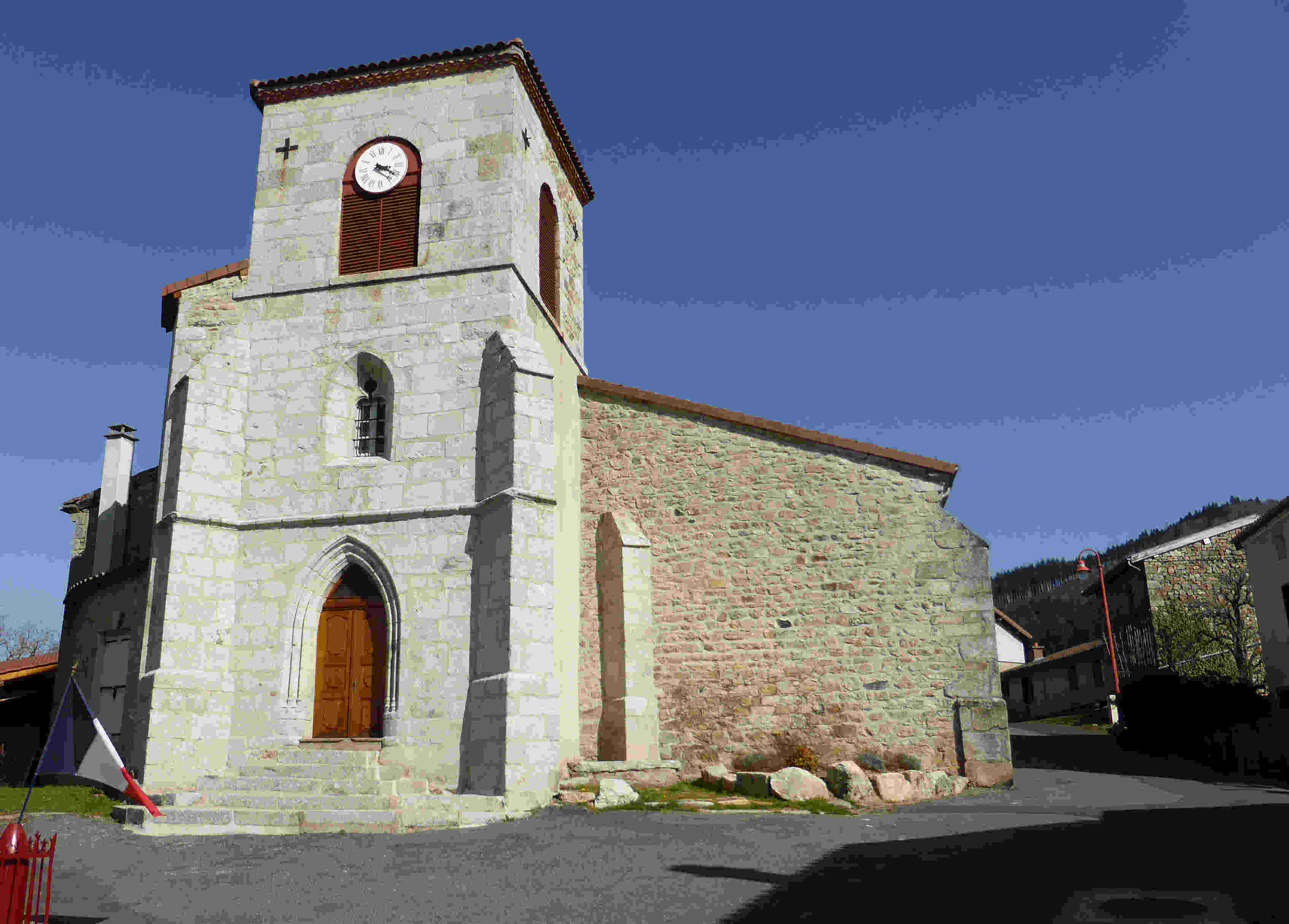
Église Saint-Taurin.

- Église Saint Taurin, ancienne chapelle du château aujourd'hui disparu. Dispose d'une belle acoustique très appréciée des musiciens.

### Patrimoine naturel
- La commune de Viscomtat est adhérente du parc naturel régional Livradois-Forez.Lieu-dit Glay, juin 2022

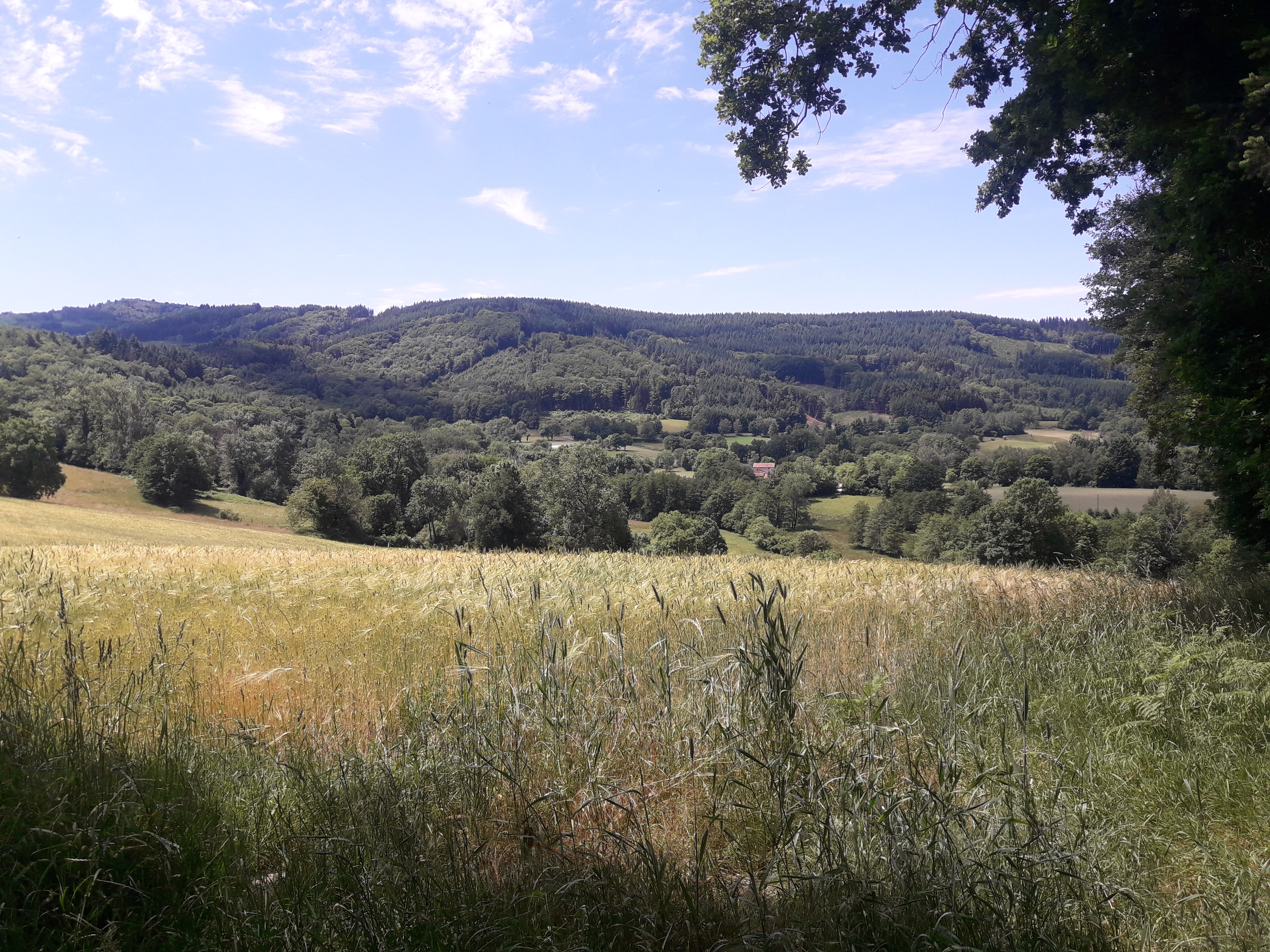
Lieu-dit Glay, juin 2022